# Gårdsjön (Röke socken, Skåne, 624209-135883)
Gårdsjön är en sjö i Hässleholms kommun i Skåne och ingår i Helge ås huvudavrinningsområde. Sjön är 4 meter djup, har en yta på 0,218 kvadratkilometer och är belägen 115,9 meter över havet. Vid provfiske har bland annat abborre, braxen, gädda och karpfisk (obestämd) fångats i sjön.

## Delavrinningsområde
Gårdsjön ingår i det delavrinningsområde (624070-135695) som SMHI kallar för Utloppet av Algustorpasjön. Medelhöjden är 125 meter över havet och ytan är 37,43 kvadratkilometer. Det finns inga avrinningsområden uppströms utan avrinningsområdet är högsta punkten. Hörlingeån (Röke å) som avvattnar avrinningsområdet har biflödesordning 3, vilket innebär att vattnet flödar genom totalt 3 vattendrag innan det når havet efter 105 kilometer. Avrinningsområdet består mestadels av skog (61 procent) och sankmarker (18 procent). Avrinningsområdet har 1,24 kvadratkilometer vattenytor vilket ger det en sjöprocent på 3,3 procent.

## Fisk
Vid provfiske har följande fisk fångats i sjön:
- Abborre
- Braxen
- Gädda
- Karpfisk obestämd
- Mört
- Sarv